# وداعا وشكرا على السمك (رواية)
وداعًا وشكراً على السمك (بالإنجليزية: So Long, and Thanks for All the Fish)‏ هي رابع رواية في سلسلة روايات دليل المسافر إلى المجرة للكاتب الإنجليزي دوغلاس آدمز، نشرت عام 1984، لأول مرة عن دار نشر بان بوكس في المملكة المتحدة وهارموني بوكس في الولايات المتحدة.